# 폭스바겐 업!

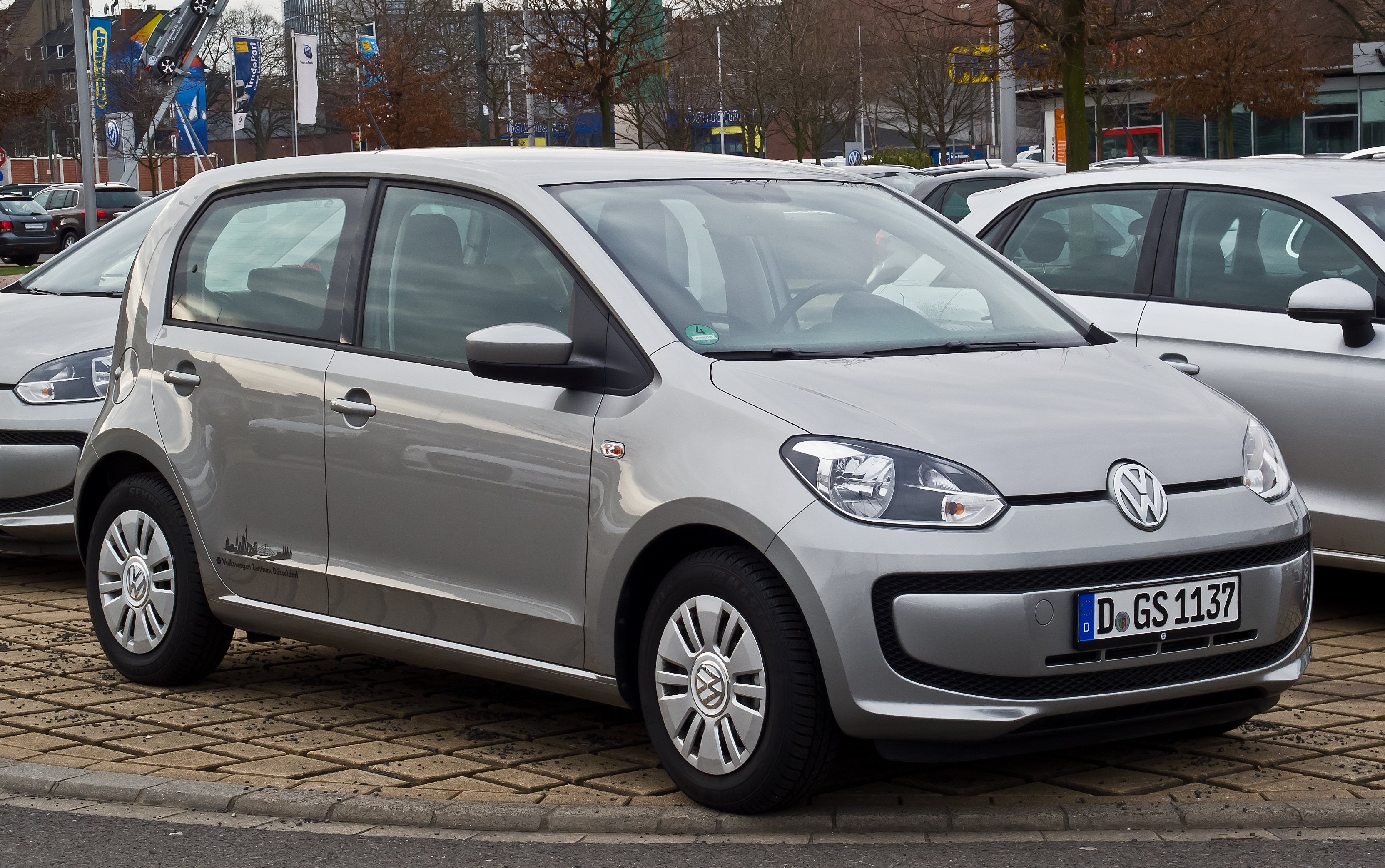
폭스바겐 업 정측면

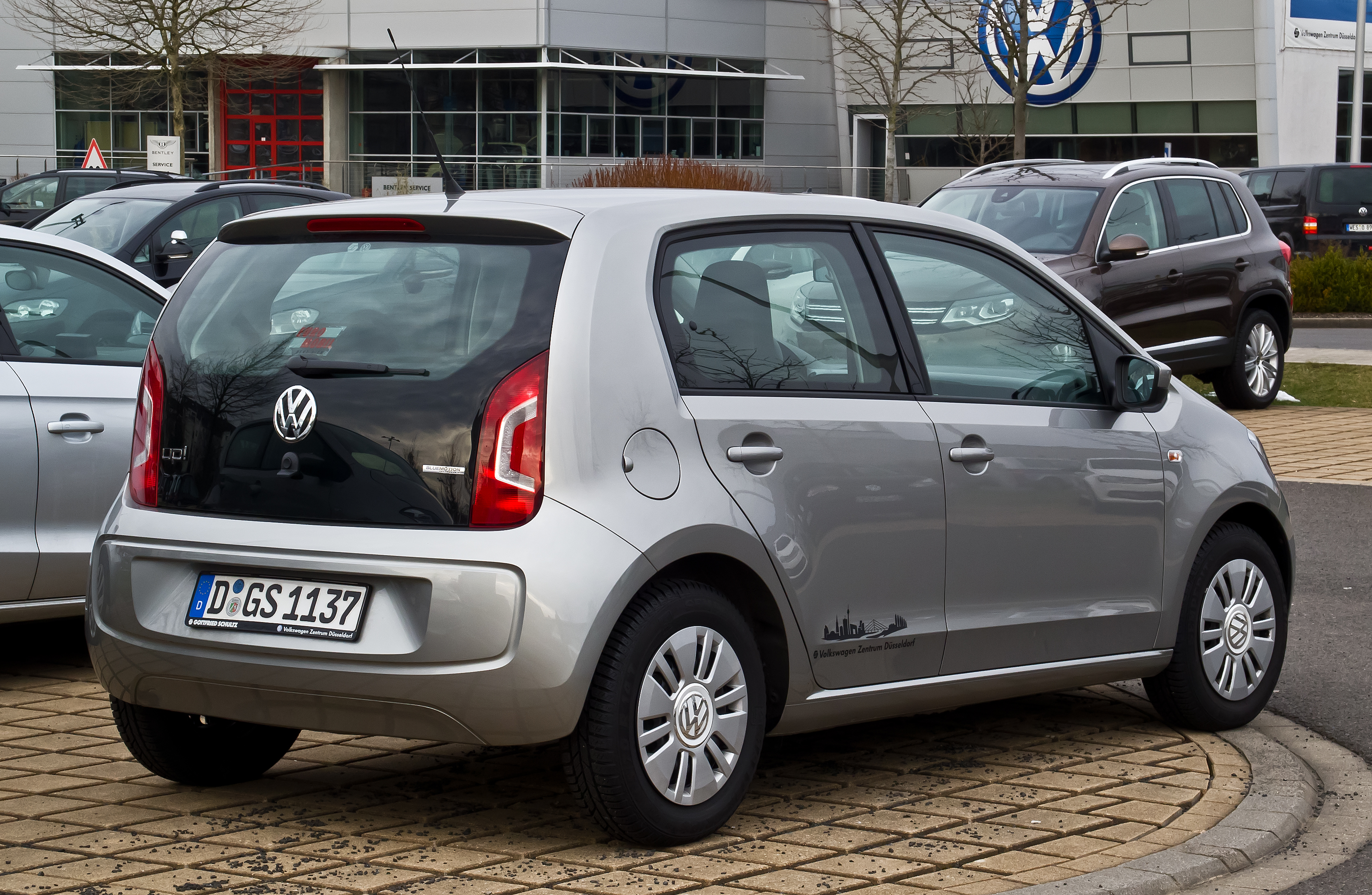
폭스바겐 업 후측면

폭스바겐 업!(Volkswagen up!)은 독일의 자동차 업체인 폭스바겐이 2011년 12월에 출시한 A 세그먼트에 속하는 승용차이다. 4인승 시티 카 컨셉트를 기반으로, 간결하면서도 실용적인 폭스바겐의 DNA를 계승했다. 폭스의 후속 차종인 업!은 슬로바키아 브라티슬라바 현지 공장에서 생산된다. 동급 최초로 자동 긴급 제동 시스템(Automatic Emergency Braking System)을 탑재해 시티 드라이빙에 최적화됐다. 251L 용량의 트렁크는 뒷 좌석을 접으면 최대 951L까지 늘어나고, 4.6m의 최소 회전 반경을 확보해 기동성을 높였다. 기아 모닝, 쉐보레 스파크 등과 경쟁 차종이나, 전폭이 1,600mm를 넘기 때문에 대한민국에 수입이 되더라도 경차 혜택을 받을 수 없다. 세아트 미와 스코다 시티고는 일부 사양이 다른 형제 차종으로서 판매된다.

## 경쟁 차종
- 현대자동차 - i10
- 기아자동차 - 모닝
- 쉐보레 - 스파크
- 피아트 - 500, 판다
- 오펠 - 아담, 칼
- 르노 - 트윙고
- 푸조 - 108
- 시트로엥 - C1
- 스마트 - 포투, 포포
- 포드 - 카
- 토요타 - iQ, 아이고